# The Soul Sessions
The Soul Sessions – debiutancki album angielskiej wokalistki soul, Joss Stone, wydany w 2003 roku przez wytwórnię Relentless Records. Na albumie znajdują się covery utworów głównie z lat 60. i 70. w soulowej wersji.

## Lista utworów
1. „The Chokin’ Kind” (Harlan Howard) – 3:35
2. „Super Duper Love (Are You Diggin’ on Me?) Pt. 1" (Willie Garner) – 4:20
3. „Fell in Love with a Boy” (Jack White) – 3:38
4. „Victim of a Foolish Heart” (Charles Buckins, George Jackson) – 5:31
5. „Dirty Man” (Bobby Miller) – 2:59
6. „Some Kind of Wonderful” (John Ellison) – 3:56
7. „I’ve Fallen in Love with You” (Carla Thomas) – 4:29
8. „I Had a Dream” (John Sebastian) – 3:01
9. „All the King’s Horses” (Aretha Franklin) – 3:03
10. „For the Love of You Pts. 1 & 2" (Ernest Isley, Marvin Isley, O’Kelly Isley Jr., Ronald Isley, Rudolph Isley, Christopher Jasper) – 7:33

### Bonus (edycja japońska)
1. „The Player” (Allan Felder, Norman Harris) – 4:41

### Francuska limitowana edycja z DVD
1. „Fell in Love with a Boy” (Video)
2. „Super Duper Love” (Video)
3. „It’s a Man’s Man’s World” (Na żywo w Kennedy Center, Waszyngton, 7 grudnia 2003) (Audio) – 3:35
4. „Victim of a Foolish Heart” (Na żywo w Ronnie Scott’s, Londyn, 25 listopada 2003) (Audio) – 6:25

## Oryginalne wersje
| Utwór                                                                   | Oryginalny wykonawca | Rok  |
| ----------------------------------------------------------------------- | -------------------- | ---- |
| „The Chokin’ Kind”                                                      | Waylon Jennings      | 1967 |
| „Super Duper Love (Are You Diggin’ on Me?) Pt. 1”                       | Sugar Billy          | 1974 |
| „Fell in Love with a Boy” (oryginalny tytuł „Fell in Love with a Girl”) | The White Stripes    | 2001 |
| „Victim of a Foolish Heart”                                             | Bettye Swann         | 1972 |
| „Dirty Man”                                                             | Laura Lee            | 1967 |
| „Some Kind of Wonderful”                                                | Soul Brothers Six    | 1967 |
| „I’ve Fallen in Love with You”                                          | Carla Thomas         | 1968 |
| „I Had a Dream”                                                         | John Sebastian       | 1970 |
| „All the King’s Horses”                                                 | Aretha Franklin      | 1972 |
| „For the Love of You Pts. 1 & 2"                                        | The Isley Brothers   | 1975 |
| „The Player”                                                            | First Choice         | 1973 |

## Twórcy

### Muzycy
- Joss Stone – wokal
- Cindy Blackman – perkusja (utwory 1, 2, 4, 6, 8, 9)
- Adam Blackstone – gitara basowa (utwory 3, 11)
- Deanna Carroll – chórki (utwór 7)
- Mark Ciprit – gitara (utwór 7)
- Jack Daley – gitara basowa (utwory 1, 2, 4, 6, 8, 9)
- Kirk Douglas – gitara (utwory 3, 11)
- Karen Dreyfus – skrzypce (utwór 7)
- Taneka Duggan – chórki (utwór 7)
- Jimmy Farkus – gitara (utwór 5)
- Sam Furnace – saksofon (utwór 7)
- Steve Greenwell – gitara basowa (utwór 7)
- Willlie „Little Beaver” Hale – gitara (utwory 1, 2, 4, 6, 8, 9)
- Dawn Hannay – skrzypce (utwór 7)
- Kamal – keyboard (utwór 3)
- Lisa Kim – skrzypce (utwór 7)
- Myung Hi Kim – skrzypce (utwór 7)
- Sarah Kim – skrzypce (utwór 7)
- Soo Hyun Kwon – skrzypce (utwór 7)
- Benny Latimore – pianino (utwory 1, 2, 4, 6, 8, 9)
- Leanne LeBlanc – wiolonczela (utwór 7)
- Liz Lim – skrzypce (utwór 7)
- Mike Mangini – tamburyn (utwór 2)
- Namphuyo Aisha McCray – chórki (utwory 1, 2, 4, 6, 9)
- Angelo Morris – gitara akustyczna (utwór 1); gitara (utwory 2, 4, 5); organy (utwory 6, 9); keyboard (utwór 10)
- Ignacio Nunez – instrumenty perkusyjne (utwór 2)
- Sandra Park – skrzypce (utwór 7)
- Danny Pierre – keyboard (utwór 7)
- James Poyser – keyboard (utwory 3, 11)
- Robert Rinehart – skrzypce (utwór 7)
- Tom Rosenfeld – skrzypce (utwór 7)
- Laura Seaton – skrzypce (utwór 7)
- Sarah Seiver – wiolonczela (utwór 7)
- Rob Shaw – skrzypce (utwór 7)
- Fiona Simon – skrzypce (utwór 7)
- Alan Stepansky – wiolonczela (utwór 7)
- Angie Stone – chórki (utwory 3, 11)
- Jenny Strenger – skrzypce (utwór 7)
- Timmy Thomas – organy (utwory 1, 2, 4, 8)
- Ahmir „Questlove” Thompson – perkusja (utwory 3, 7, 11)
- Jeremy Turner – wiolonczela (utwór 7)
- Betty Wright – chórki (utwory 1–3, 4, 6, 9, 11)
- Jeanette Wright – chórki (utwory 1, 2, 4, 6, 9)
- Sharon Yamada – skrzypce (utwór 7)
- Jung Sun Yoo – skrzypce (utwór 7)

### Produkcja
- John Angier – dyrygent instrumentów smyczkowych (utwór 7)
- Karen Fuchs – zdjęcia
- Chris Gehringer – mastering
- David Gorman – dyrektor artystyczny
- Steve Greenberg – producent
- Steve Greenwell – dźwiękowiec, miksowanie
- Bryan Lasley – design albumu
- Mike Mangini – producent
- Charles Allen Smith – zdjęcia
- Fatou Sow – A&R
- Ahmir „Questlove” Thompson – producent (utwory 3, 11)
- Betty Wright – producent (utwory 1–6, 8–11)

## Single
- „Fell in Love with a Boy” – 28 stycznia 2004
- „Super Duper Love” – 10 maja 2004